# 1786
Промислова революція •  Просвітництво • Російська імперія

## Геополітична ситуація
Османську імперію очолює султан Абдул-Гамід I (до 1789). Під владою османів перебувають Близький Схід та Єгипет, Середземноморське узбережжя Північної Африки, частина Закавказзя, значні території в Європі: Греція, Болгарія та Сербія. Васалами османів є Волощина та Молдова.
Священна Римська імперія охоплює, крім німецьких земель, Угорщину з Хорватією, Трансильванію, Богемію, Північну Італію, Австрійські Нідерланди. Її імператор — Йосиф II (до 1790). На троні Пруссії Фрідріха Великого змінив Фрідріх-Вільгельм II (до 1797).
У Франції королює Людовик XVI (до 1792). Франція має колонії в Північній Америці та Індії. В Іспанії править Карл III (до 1788). Королівству Іспанія належать південь Італії, Нова Іспанія, Нова Гранада, Віцекоролівство Перу, Внутрішні провінції та Віцекоролівство Ріо-де-ла-Плата в Америці, Філіппіни. У Португалії королює Марія I (до 1816). Португалія має володіння в Бразилії, в Африці, в Індії, в Індійському океані й Індонезії.
На троні Великої Британії сидить Георг III (до 1820). Британія має колонії в Північній Америці, на Карибах та в Індії. Сполучені Штати Америки, займають територію колишніх 13 британських колоній, територія на півночі північноамериканського континенту належить Великій Британії, територія на півдні та заході — Іспанії й Франції.
Північ Нідерландів займає Республіка Об'єднаних провінцій. Вона має колонії в Америці, Індонезії, на Формозі та на Цейлоні. Король Данії та Норвегії — Кристіан VII (до 1808), на шведському троні сидить Густав III (до 1792). На Апеннінському півострові незалежні Венеціанська республіка та Папська область. Король Речі Посполитої — Станіслав Август Понятовський (до 1795). У Російській імперії править Катерина II (до 1796).
Україну розділено між трьома державами. Королівство Галичини та Володимирії належить Австрії. По Дніпру проходить кордон між Річчю Посполитою та Російською імперією. Лівобережна частина розділена на Київське намісництво, Чернігівське намісництво, Новгород-Сіверське намісництво, Новоросійську губернію та Харківське намісництво. Задунайська Січ існує під протекторатом Османської імперії. Крим є частиною Російської імперії.
В Ірані править династія Зандів. Імперія Маратха контролює значну частину Індостану. Зростає могутність Британської Ост-Індійської компанії. У Бірмі править династія Конбаун. У Китаї володарює Династія Цін. У Японії триває період Едо.

## Події

### В Україні
- Опубліковано «Екстракт із указів, інструкцій та установлень», що закріпив основи суспільних, економічних і політичних відносин, що склалися на українських землях, які перебували в межах кордонів Російської імперії.

### У світі
- Помер король-консорт Португалії Педру III.
- 8 серпня — Мішель Паккар першим скорив найвищу вершину Європи — Монблан.
- Створення Великого сільськогосподарського комітету в Данії.
- У Массачусетсі спалахнуло повстання Шейса.
- У Парижі закінчився суд у справі про намисто королеви.
- Внаслідок прориву греблі на річці Дадухе в Китаї загинуло 100 тис. людей.
- Кабінет міністрів Великої Британії ухвалив рішення про організацію колонії для злочинців в Австралії.
- 17 серпня помер король Пруссії Фрідріх II. Його спадкоємцем став Фрідріх-Вільгельм II.
- Великий герцог Тосканський Леопольд II першим із європейських правителів скасував смертну кару.

### Наука та культура
- 2 лютого у виступі перед Азійським товариством сер Вільям Джонс указав на спільні риси грецької, латинської мов та санскриту, започаткувавши компаративну лінгвістику та індоєвропеїстику.
- У Дубліні почалося будівництво Будівлі чотирьох судів
- Британський астроном Вільям Гершель опублікував перший список своїх відкриттів.
- Роберт Бернс опублікував свою першу збірку віршів.
- У Відні відбулася прем'єра опери Моцарта «Весілля Фігаро».
- Шотландець Ендрю Мейкл винайшов механічну молотарку.
- Вольфганг Амадей Моцарт написав Празьку симфонію.
- Дмитро Бортнянський написав оперу «Сокіл».

### Засновані
- Область Війська Донського

## Народились
див. також Категорія:Народились 1786

## Померли
див. також Категорія:Померли 1786